# ヘンドリック・マルテンスゾーン・ソルフ
ヘンドリック・マルテンスゾーン・ソルフ（Hendrick Martensz. Sorgh、1611年頃 – 1670年6月28日（葬礼日））はオランダの画家である。主に風俗画を描いた。

## 略歴
ロッテルダムで生まれた。父親のマールテン・クラース・ローフス(Maerten Claes Rochus)はロッテルダムから船でドルトレヒトに「Zorg」などを運んで商売していて、「ソルフ」は父親の通称であったがマルテンスゾーン・ソルフは作品に「Sorgh」や「Sorch」、「de Sorch」の署名をした。
ロッテルダムの画家、ウィレム・バイテウェッヘ(1591/1592-1624)の弟子になり 、ブリュッセルの画家、ダフィット・テニールス(1610–1690)やアドリアーン・ブラウエル(1605-1638)に影響を受けて、風俗画を描いた。同時代のロッテルダムには、コルネリス・サフトレーフェン(1607-1681)やヘルマン・サフトレーフェン(1609-1685)、ピーテル・デ・ブロート(1601–c.1658)といった風俗画を描く画家たちが活動していた。
1633年に商人の娘で、画家フォルマライン(Crijn Hendricksz. Volmarijn)の義理の姉妹のアドリアーンチェ(Adriaantje Hollaer)と結婚した。この結婚の時、レンブラント(1606-1669)の工房の画家によって描かれたとされるアドリアーンチェの肖像画は1947年から1950年の間、オランダのギルダー 紙幣のデザインに用いられた。この肖像画と、同時に描かれたマルテンスゾーン・ソルフの肖像画は長くレンブラントが描いたものとされていたが現在はレンブラントの弟子の作品とされている。
1636年か1637年に聖ルカ組合の親方になり、アムステルダム出身のPieter Nijsを弟子にした。画家として成功し1669年には聖ルカ組合の組合長になった。

## 作品

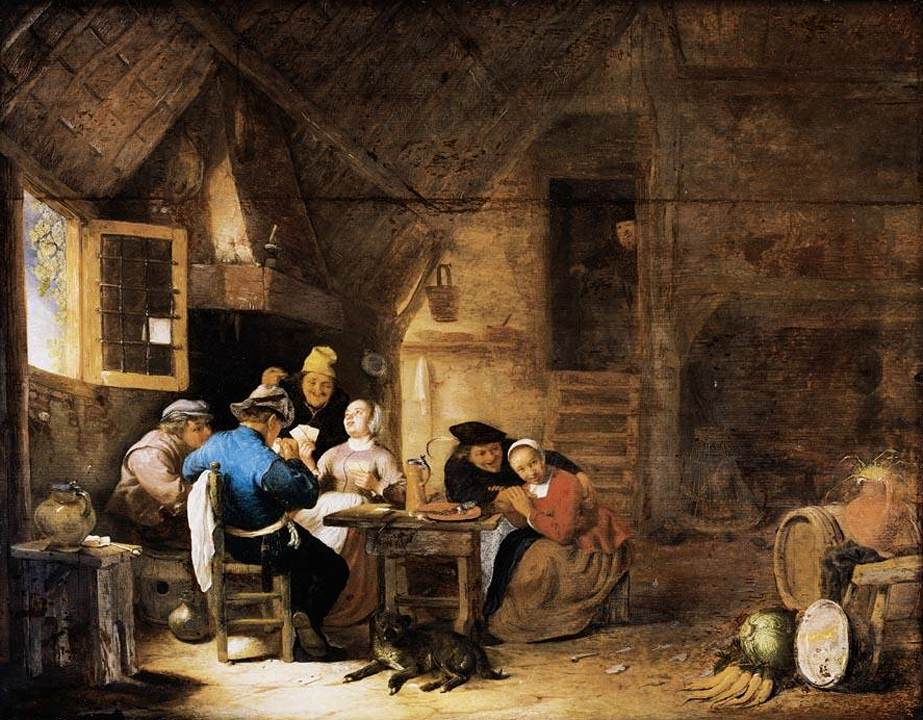
トランプ遊びをする農民の室内
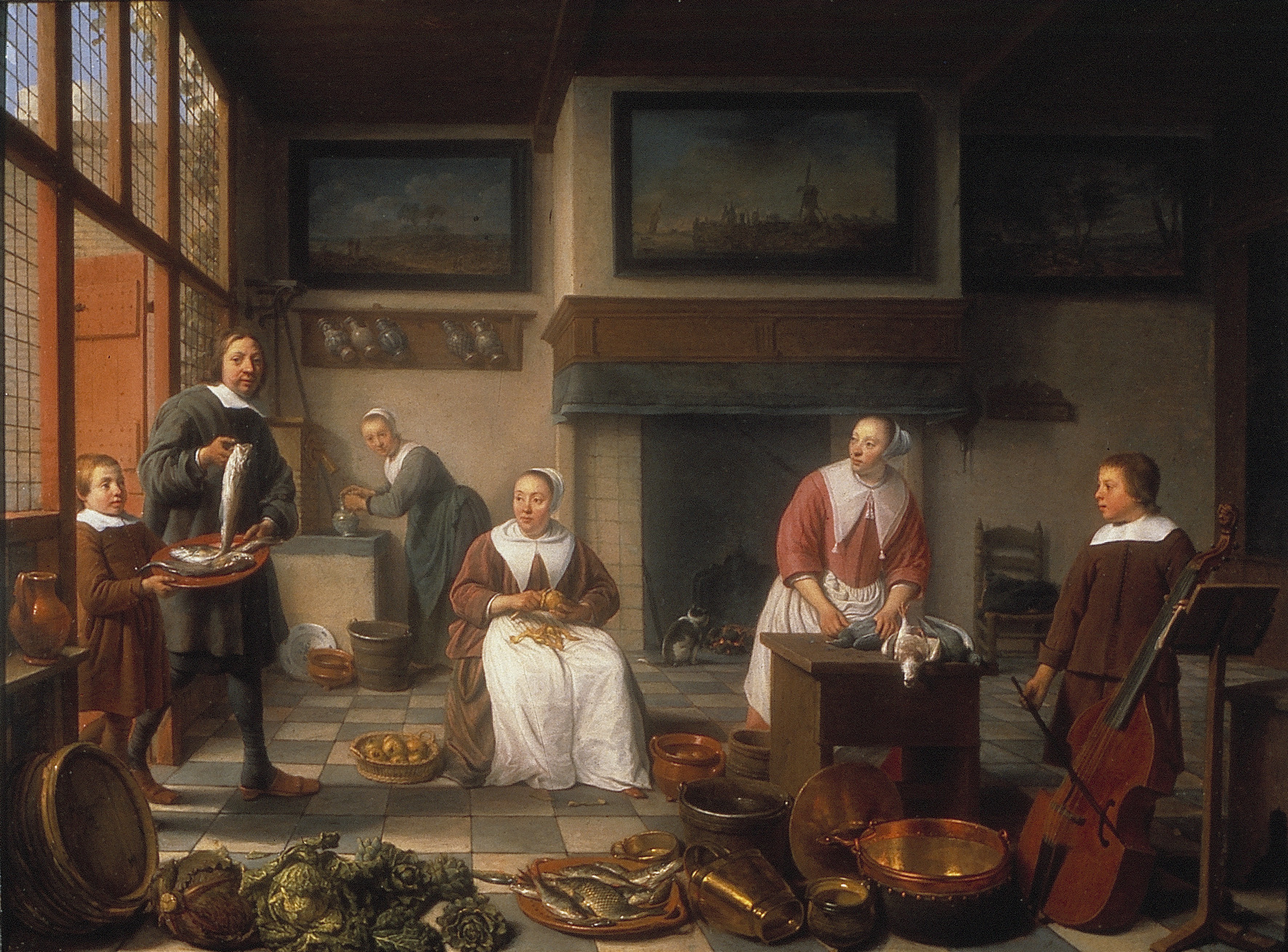
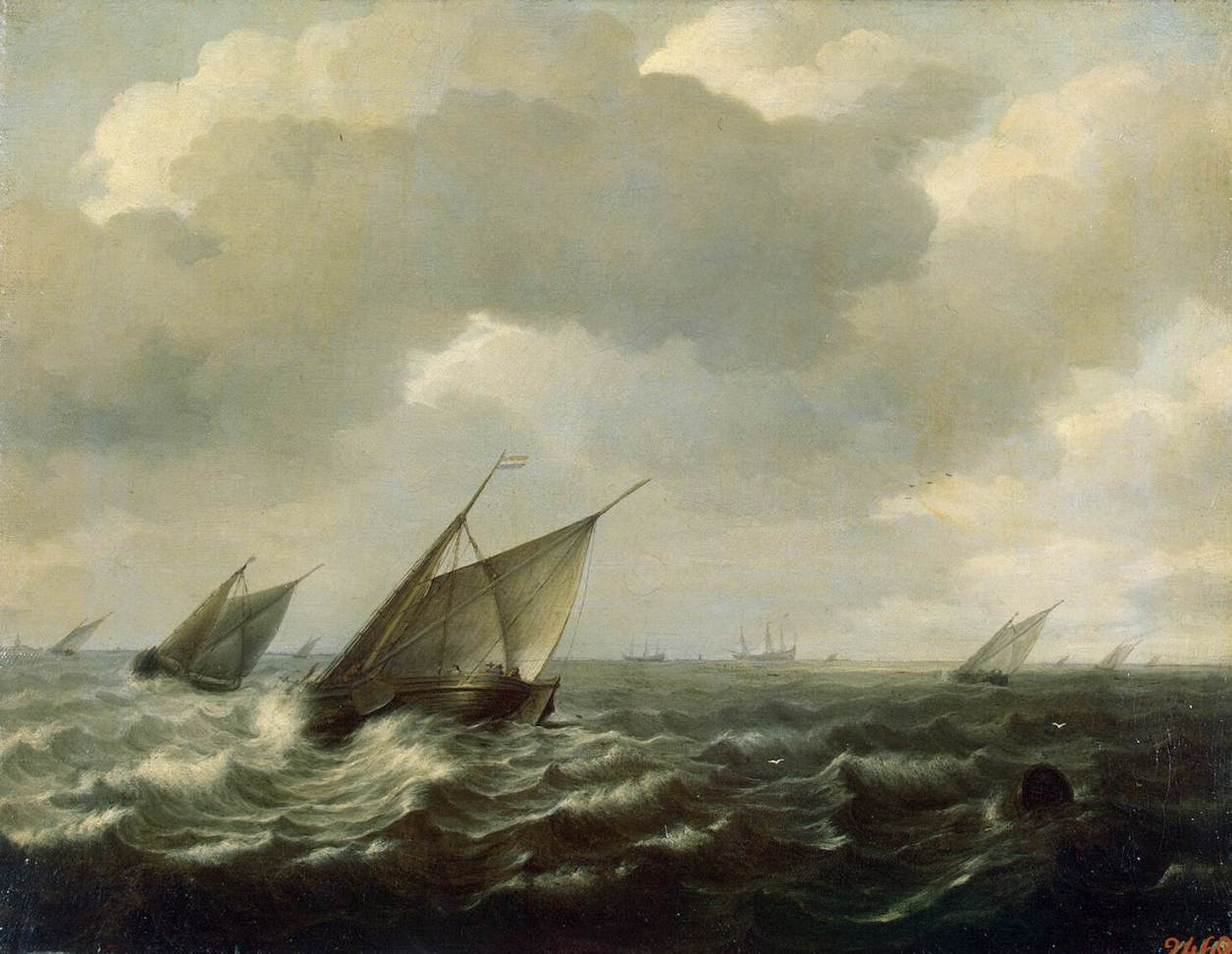
強風の中の帆走

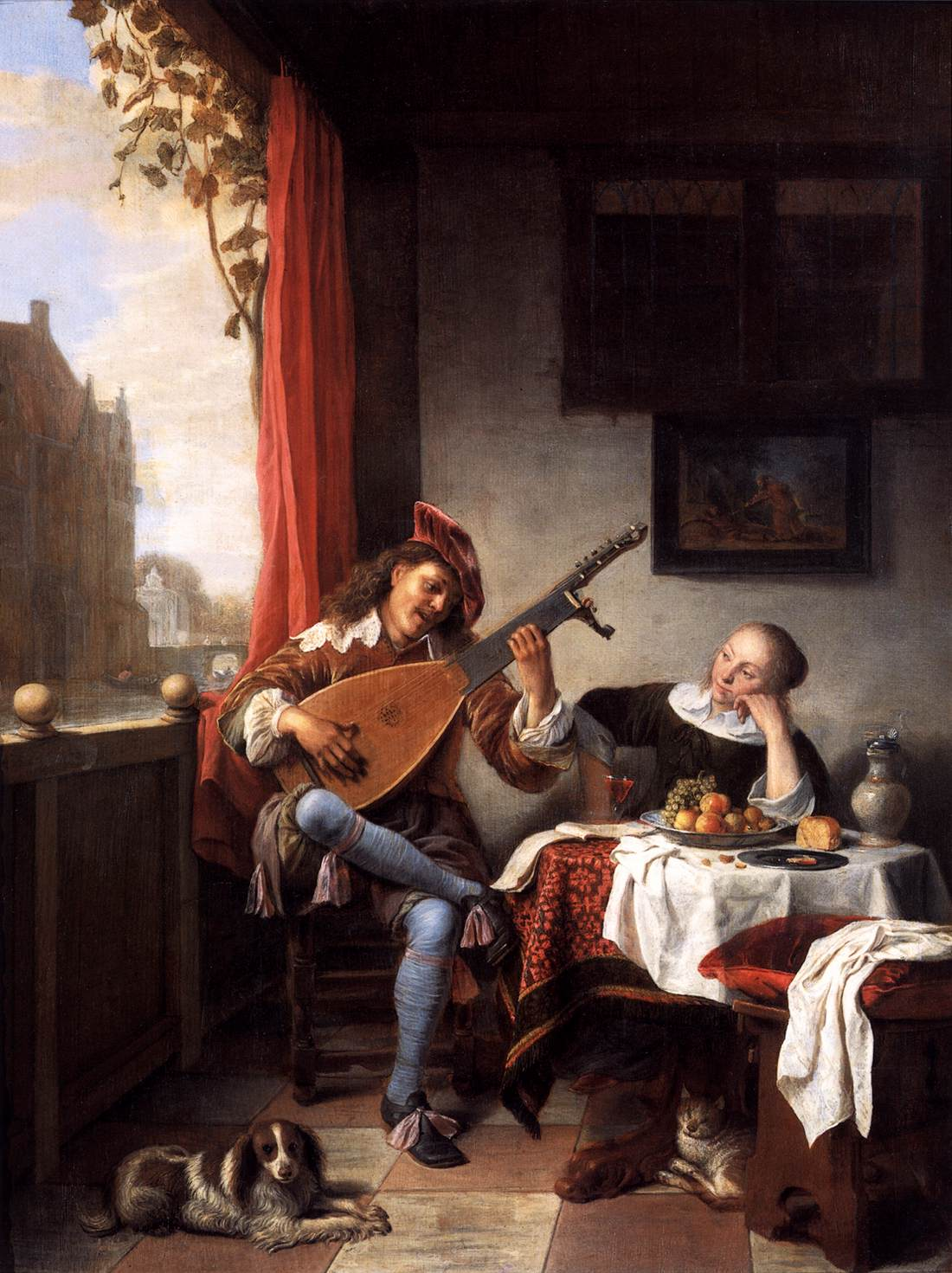
リュート奏者
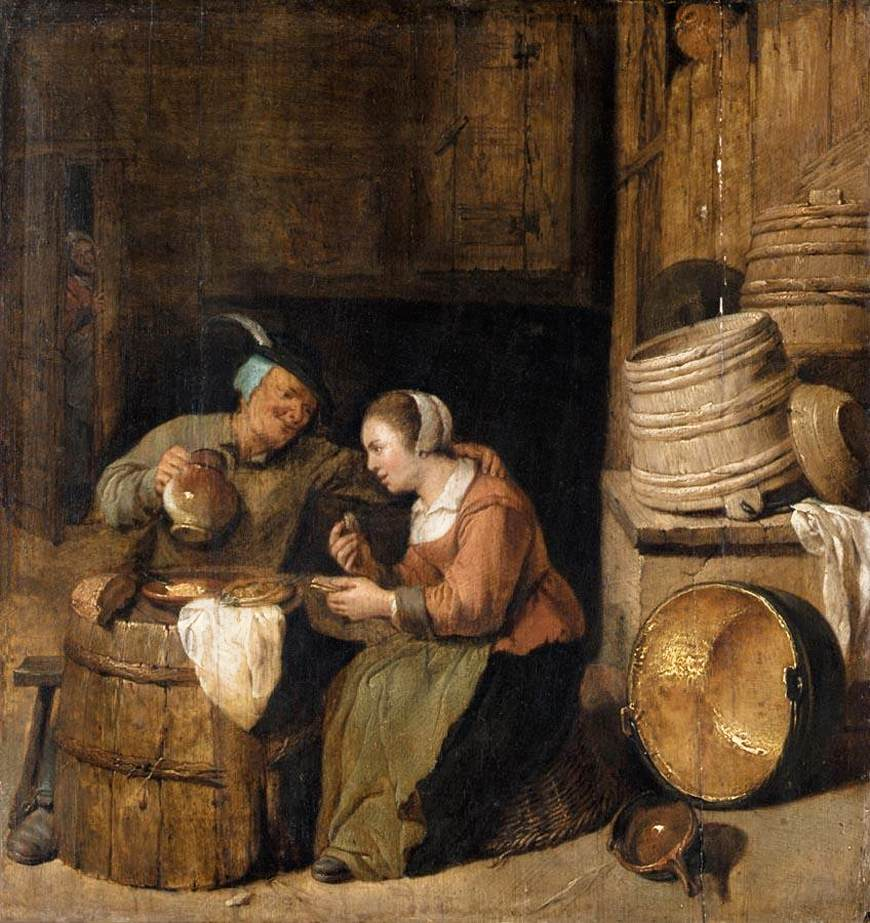
室内画
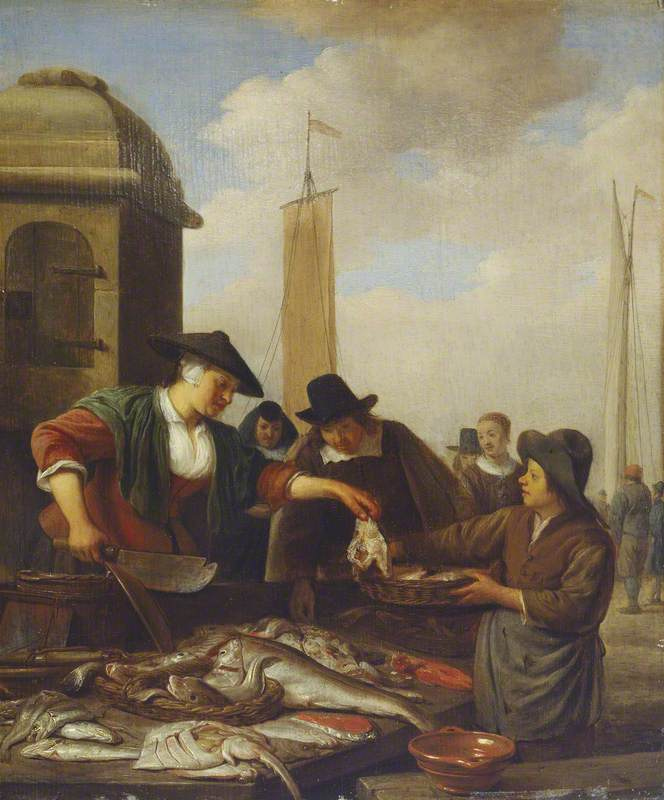
港近くの魚屋
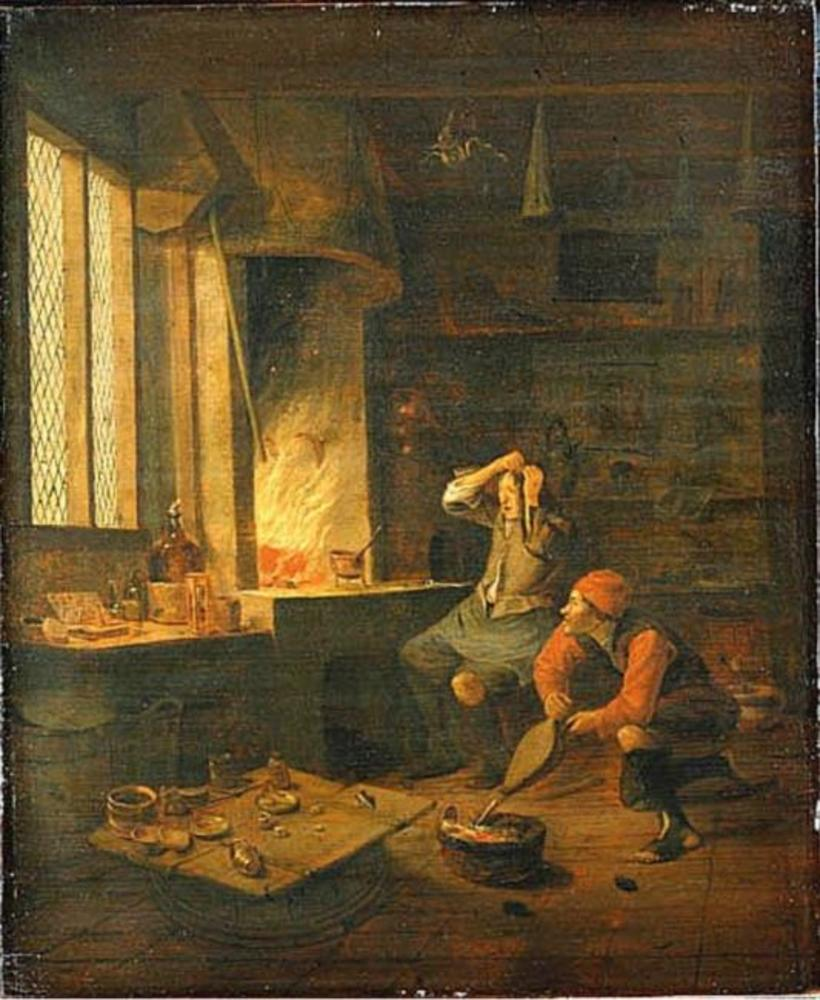
化学者の作業場